# Hagåtña
Hagåtña (nom oficial chamorro des del 1998; abans la ciutat era anomenada Agaña en espanyol i Agana en anglès, però tot i així pronunciat [agaɲa]) és la capital de l'illa de Guam.

## Història
Hagåtña ja era una població important abans de la colonització espanyola. El 1668 hi va arribar el primer missioner espanyol, Diego Luis de San Vitores, qui a través d'una donació de terres dels cacics locals va construir la primera església a Guam.
L'administració espanyola va forçar el poblament d'Hagåtña amb gent provinent de totes les illes Mariannes.
L'administració nord-americana després de 1898 va continuar mantenint l'estatus de capital a Hagåtña.
Els bombardeigs navals japonesos durant la Segona Guerra Mundial van danyar fortament la ciutat i els nord-americans la van reconstruir quasi totalment.

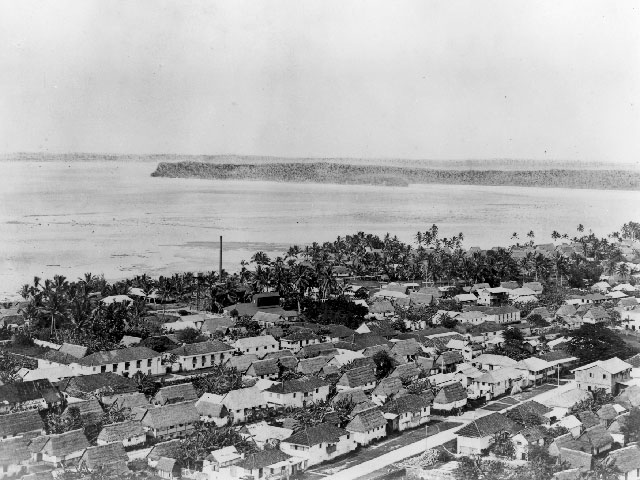
Vista aèria d'Hagåtña abans de la Segona Guerra Mundial.